# 발레리 보로닌
발레리 이바노비치 보로닌(러시아어: Вале́рий Ива́нович Воро́нин, 1939년 7월 17일~1984년 5월 22일)은 소련의 축구 선수로 포지션은 미드필더이다. 현역 시절에 토르페도 모스크바와 소련 대표팀의 일원으로 활동했으며, 1960년대를 대표하는 축구 선수 중 한 명이다.